# Liste der Staatsoberhäupter Rumäniens
Dies ist eine Liste der Staatsoberhäupter Rumäniens seit der Proklamation des rumänischen Staates am 24. Dezember 1861. Sie sind Teil der Geschichte Rumäniens.

## Liste der Amtsinhaber
| Fürstentum Rumänien (1859–1881)      | Fürstentum Rumänien (1859–1881)                  | Fürstentum Rumänien (1859–1881) | Fürstentum Rumänien (1859–1881)                                       | Fürstentum Rumänien (1859–1881)    | Fürstentum Rumänien (1859–1881)    | Fürstentum Rumänien (1859–1881)      | Fürstentum Rumänien (1859–1881) |
| Nr.                                  | Bild                                             | Name                            | Funktion / Titel                                                      | Amtsbeginn                         | Amtsende                           | Haus                                 | Anmerkungen |
| ------------------------------------ | ------------------------------------------------ | ------------------------------- | --------------------------------------------------------------------- | ---------------------------------- | ---------------------------------- | ------------------------------------ | --- |
| 1                                    |                                                  | Alexandru Ioan I. Cuza          | Fürst                                                                 | 24. Dezember 1861                  | 11. Februar 1866                   | Cuza                                 | Amtsbeginn am Tag der Proklamation von Rumänien, allerdings noch unter Osmanischer Herrschaft. Bereits am 22. Februar 1866 wurde er durch einen Militärputsch gestürzt, beim Machtwechselsdatum war er bereits im Exil. |
| −                                    |                                                  | Lascăr Catargiu                 | „Locotenență Domnească“                                               | 11. Februar 1866                   | 10. Mai 1866                       | −                                    | ad-interim |
| −                                    | Nicolae Golescu                                  |                                 | „Locotenență Domnească“                                               | 11. Februar 1866                   | 10. Mai 1866                       | −                                    | ad-interim |
| −                                    | col. Nicolae Haralambie                          |                                 | „Locotenență Domnească“                                               | 11. Februar 1866                   | 10. Mai 1866                       | −                                    | ad-interim |
| 2                                    |                                                  | Karl I., (Carol I.)             | Fürst                                                                 | 10. Mai 1866                       | 25. März 1881                      | Hohenzollern-Sigmaringen             | Militärputsch, danach Volksabstimmung |
|                                      |                                                  |                                 |                                                                       |                                    |                                    |                                      | |
| Königreich Rumänien (1881–1947)      |                                                  |                                 |                                                                       |                                    |                                    |                                      | |
| Nr.                                  | Bild                                             | Name                            | Funktion / Titel                                                      | Amtsbeginn                         | Amtsende                           | Haus                                 | Anmerkungen |
| 1                                    |                                                  | Karl I. (Carol I.)              | König                                                                 | 26. März 1881                      | 10. Oktober 1914                   | Hohenzollern-Sigmaringen             | |
| 2                                    |                                                  | Ferdinand I.                    | König                                                                 | 10. Oktober 1914                   | 20. Juli 1927                      | Hohenzollern-Sigmaringen             | |
| 3                                    |                                                  | Michael I. (Mihai I.)           | König                                                                 | 20. Juli 1927                      | 8. Juni 1930                       | Hohenzollern-Sigmaringen             | |
| 4                                    |                                                  | Karl II. (Carol al II-lea)      | König                                                                 | 8. Juni 1930                       | 6. September 1940                  | Hohenzollern-Sigmaringen             | |
| (3)                                  |                                                  | Michael I. (Mihai I.)           | König                                                                 | 6. September 1940                  | 30. Dezember 1947                  | Hohenzollern-Sigmaringen             | |
|                                      |                                                  |                                 |                                                                       |                                    |                                    |                                      | |
| Sozialistisches Rumänien (1947–1989) |                                                  |                                 |                                                                       |                                    |                                    |                                      | |
| Nr.                                  | Bild                                             | Name                            | Funktion / Titel                                                      | Amtsbeginn                         | Amtsende                           | Partei                               | Anmerkungen |
| −                                    |                                                  | Constantin Ion Parhon           | Präsident des Provisorischen Präsidiums der Rumänischen Volksrepublik | 31. Dezember 1947                  | 13. April 1948                     | PCR / PMR                            | |
| 1                                    | Präsident des Präsidiums der Nationalversammlung | Constantin Ion Parhon           | 13. April 1948                                                        | 2. Juni 1952                       |                                    | PCR / PMR                            | |
| 2                                    |                                                  | Petru Groza                     | Präsident des Präsidiums der Nationalversammlung                      | 2. Juni 1952                       | 7. Januar 1958 (im Amt verstorben) | FP (1952–1953) parteilos (1953–1958) | |
| −                                    |                                                  | Mihail Sadoveanu                | Kommissarische Präsidenten des Präsidiums der Nationalversammlung     | 7. Januar 1958                     | 11. Januar 1958                    | PMR                                  | |
| −                                    |                                                  | Anton Moisescu                  | Kommissarische Präsidenten des Präsidiums der Nationalversammlung     | 7. Januar 1958                     | 11. Januar 1958                    | PMR                                  | |
| 3                                    |                                                  | Ion Gheorghe Maurer             | Präsident des Präsidiums der Nationalversammlung                      | 11. Januar 1958                    | 21. März 1961                      | PMR                                  | |
| 1                                    |                                                  | Gheorghe Gheorghiu-Dej          | Vorsitzender des Staatsrates                                          | 21. März 1961                      | 19. März 1965 (im Amt verstorben)  | PMR                                  | |
| −                                    |                                                  | Ion Gheorghe Maurer             | Kommissarische Vorsitzende des Staatsrates                            | 19. März 1965                      | 24. März 1965                      | PMR                                  | |
| −                                    |                                                  | Ștefan Voitec                   | Kommissarische Vorsitzende des Staatsrates                            | 19. März 1965                      | 24. März 1965                      | PMR                                  | |
| −                                    |                                                  | Avram Bunaciu                   | Kommissarische Vorsitzende des Staatsrates                            | 19. März 1965                      | 24. März 1965                      | PMR                                  | |
| 2                                    |                                                  | Chivu Stoica                    | Vorsitzender des Staatsrates                                          | 24. März 1965                      | 9. Dezember 1967                   | PMR / PCR                            | |
| 3                                    |                                                  | Nicolae Ceaușescu               | Vorsitzender des Staatsrates                                          | 9. Dezember 1967                   | 25. Dezember 1989 (abgesetzt)      | PCR                                  | nach der Revolution zum Tode verurteilt und hingerichtet |
| 1                                    | Präsident                                        | Nicolae Ceaușescu               | 28. März 1974                                                         | 25. Dezember 1989 (abgesetzt)      |                                    | PCR                                  | nach der Revolution zum Tode verurteilt und hingerichtet |
|                                      |                                                  |                                 |                                                                       |                                    |                                    |                                      | |
| Rumänien (seit 1989)                 |                                                  |                                 |                                                                       |                                    |                                    |                                      | |
| Nr.                                  | Bild                                             | Name                            | Funktion / Titel                                                      | Amtsbeginn                         | Amtsende                           | Partei                               | Anmerkungen |
| 2                                    |                                                  | Ion Iliescu                     | Präsident Rumäniens                                                   | 25. Dezember 1989                  | 7. April 1992                      | FSN                                  | zuerst kommissarisch, ab 20. Mai 1990 durch Wahlen bestätigt |
| 2                                    | 7. April 1992                                    | Ion Iliescu                     | Präsident Rumäniens                                                   | 11. Oktober 1992                   | FDSN                               |                                      | zuerst kommissarisch, ab 20. Mai 1990 durch Wahlen bestätigt |
| 2                                    | 11. Oktober 1992                                 | Ion Iliescu                     | Präsident Rumäniens                                                   | 29. November 1996                  | parteilos                          |                                      | zuerst kommissarisch, ab 20. Mai 1990 durch Wahlen bestätigt |
| 3                                    |                                                  | Emil Constantinescu             | Präsident                                                             | 29. November 1996                  | 20. Dezember 2000                  | parteilos                            | |
| (2)                                  |                                                  | Ion Iliescu                     | Präsident                                                             | 20. Dezember 2000                  | 20. Dezember 2004                  | parteilos                            | |
| 4                                    |                                                  | Traian Băsescu                  | Präsident                                                             | 20. Dezember 2004                  | 20. April 2007 (suspendiert)       | parteilos                            | Er wurde am 19. April 2007 suspendiert, bei der Volksabstimmung am 19. Mai 2007 über seine Absetzung sprachen sich allerdings 74,5 % für den Verbleib Băsescus an der Staatsspitze aus.                                 |
| −                                    |                                                  | Nicolae Văcăroiu                | Interimspräsident (als Präsident des Senats)                          | 20. April 2007                     | 23. Mai 2007                       | PSD                                  | |
| (4)                                  |                                                  | Traian Băsescu                  | Präsident                                                             | 23. Mai 2007 (wiedereingesetzt)    | 10. Juli 2012 (suspendiert)        | parteilos                            | Am 6. Juli 2012 erfolgte erneut eine Suspendierung durch das Parlament, das Referendum über seinen Verbleib im Amt vom 29. Juli 2012 scheiterte allerdings aufgrund zu geringer Wahlbeteiligung.                        |
| −                                    |                                                  | Crin Antonescu                  | Interimspräsident (als Präsident des Senats)                          | 10. Juli 2012                      | 27. August 2012                    | PNL                                  | |
| (4)                                  |                                                  | Traian Băsescu                  | Präsident                                                             | 27. August 2012 (wiedereingesetzt) | 21. Dezember 2014                  | parteilos                            | |
| 5                                    |                                                  | Klaus Johannis                  | Präsident                                                             | 21. Dezember 2014                  | 12. Februar 2025                   | parteilos                            | Amtszeit wegen Annullierung der Präsidentschaftswahl 2024 verlängert, vorzeitiger Rücktritt aufgrund eines drohenden Amtsenthebungsverfahrens.                                                                          |
| −                                    |                                                  | Ilie Bolojan                    | Interimspräsident (als Präsident des Senats)                          | 12. Februar 2025                   | 26. Mai 2025                       | PNL                                  | |
| 6                                    |                                                  | Nicușor Dan                     | Präsident                                                             | 26. Mai 2025                       | amtierend                          | parteilos                            | |